# 松丸国照
松丸 國照（まつまる くにてる、1941年8月25日 - ）は、日本の地学の研究者。研究分野有孔虫微古生物学、層序学、一般地質学。埼玉大学教育学部教授を経て、同大学名誉教授。
ミオジプシナ動物群の始祖パレオを発見した名付け親でもある。
また、小幡層、庭谷層、板鼻層、井戸沢層、牛伏層、吉井層、原田篠層など第三紀、ジュラ紀の地層を数多く命名した。
1970レピドシクリナを発見。伊豆半島の地質学に大きく貢献した。

## 略歴
千葉県船橋市に生まれる。
- 1965年　埼玉大学文理学部卒業
- 1967年　東北大学大学院理学研究科博士前期課程修了
- 1970年　東北大学大学院理学研究科博士後期課程修了・理学博士（東北大学1970年）
- 1970年　埼玉大学教育学部助手
- 1975年　埼玉大学教育学部専任講師
- 1977年　埼玉大学教育学部助教授
- 1988年　埼玉大学教育学部教授
- 1996年　東京学芸大学大学院連合学校教育学研究科教授を併任
- 2016年　石油資源開発株式会社顧問

## 論文
- "A new definition of the Letter Stages in the Philippine Archipelago" , Stratigraphy 8(4), 237-252, 2011
- "Larger foraminiferal biostratigraphy of the lower Tertiary of Jaintia Hills, Meghalaya, NE India" , micropaleontology 56(6), 539-565, 2010
- "Larger foraminiferal biostratigraphy of the middle Tertiary of Bey Dağlari Autochton, Menderes-Taurus Platform, Turkey" , micropaleontology 56(5), 439-463, 2010
- 「地球科学の実態に基づいた地球史学習の授業提案」（共著）,日本理科教育学会全国大会要項 (58), 252, 2008
- "Elemental and Sr isotope profiles of the Cretaceous-Tertiary (K-T) boundary layers at Medetli, Golpazari, northwestern Turkey" , 埼玉大学紀要 教育学部 56(1), 373-384, 2007
- "Note of Orbitolinid foraminifera from the lower Aptian (Cretaceous) Shimanoshita mudstoner, lower Yezo group, Hokkaido, Japan" , 埼玉大学紀要 教育学部 56(1), 367-372, 2007
- "On Discocyclina (Foraminifera) occurence problem in the Tsukeng formation, Nantou, Taiwan" , 埼玉大学紀要 教育学部 56(1), 357-365, 2007
- 「日本の白亜紀Orbitolinid有孔虫研究の現状と課題」（共著）,埼玉大学紀要 教育学部 54(2), 15-22, 2005
- 「日本の有孔虫類Miogypsina属に関する研究」（共著）,埼玉大学紀要 〔教育学部〕 数学・自然科学 53(2), 17-39, 2004
- 「プレートテクトニクス理論の背景とその検証」,埼玉大学紀要 〔教育学部〕 数学・自然科学 53(1), 23-38, 2004
- 「群馬県太田市金山丘陵の中新統からMiogypsinaの発見とそのフィッショントラック年代」（共著）,地質學雜誌 109(10), 611-614, 2003
- "Lakadongia , a new orbitoidal foraminiferal genus from the thanetian (Paleocene) of Meghalaya , NE India" ,  Micropaleontology, New York, 49/3,277-291, 2003
- "Mesozoic and Cenozoic larger foraminifera . In , palaeontological society of japan , ed., : Diabase of Japanese fossil type specimens decribed during the 20th century" , Isebu.Co.Ltd.,2001,(in press)
- "Late Oligocene larger foraminifera from the Komahsi Daini Seamount,Kyushu-Palau Ridge and their tectonic significanse." ,  Paleont Research,Vol.4,No.3,pp.191-204,2000
- "A new foraminifera from the upper middle eocene of the ebro basin" ,  Spain Paleont　Research,Vol.3,No.4,pp.259-267, 1999
- "Multiple fission in alveolina oblonga d'sOrbigny in turky" , Rev. Micropaleont.,Paris,Vol.42,No.2,pp.245-251, 1999
- "On pseudorbitoides trechmanni douville (orbitoidal foraminifera) from Turkey" , Rev. Micropaleont.,Paris,Vol.40,No.4,pp.339-346, 1997
- "Tertiary larger foraminifera (foraminiferida) from the Ogasawara Islands , Japan" , Palaeontological Society of Japan , Special papers , No.36,pp.1-239, 1996
- 「高知県足摺岬の清水累層から産する初期中新世（アキタニアン期）大型有孔虫」（共著）,日本古生物学会報告・紀事. 新篇 (169), 1-14, 1993
- 「広島県東部地域の中新統備北層群下部層より発見されたNephrolepidina属（大型有孔虫）化石とその地史的意義」（共著）,地質學雜誌 98(7), 657-659, 1992
- "Nephrolepidina, larger Foraminifera, newly discovered from the Miocene Lower Formation of the Bihoku Group in the eastern district of Hiroshima Prefecture, Japan and its geohistorical significance" , 地質学雑誌 98(7), 657-659 21, 1992
- 「Lepidocyclinidae 科（有孔虫目）の進化論的分類に関して」,日本古生物学会報告・紀事 新篇 (164), 883-909, 1991
- 「埼玉県浦和市の活断層,別所沼断層の提唱」,埼玉大学紀要 〔教育学部〕 数学・自然科学 40(2), p1-5, 1991
- 「瀬戸川層群からのTrematophorate miliolids(Fubulariidae 科)の1新属」,日本古生物学会報告・紀事 新篇 (160), 663-673, 1990
- 「西南日本産のMiogipsinid有孔虫の新属」,日本古生物学会報告・紀事 新篇 (158), 535-539, 1990
- 「ジャワ海Tabanio1号井からの大型有孔虫動物群集の産状とレタ-ステ-ジ予察的研究」（共著）,埼玉大学紀要 〔教育学部〕 数学・自然科学 39(2), p1-12, 1990
- 「関東山地東部の地質(2)飯能市周辺の地質」（共著）,埼玉大学紀要 〔教育学部〕 数学・自然科学 39(1-1), p31-51, 1990
- 「高知県土佐清水市の始新世清水累層および中新世三崎累層産出の大型有孔虫」（共著）,日本古生物学会報告・紀事 新篇 (156), 255-269, 1989
- 「ネパール小ヒマラヤ山脈パルパ地方タンセン地域産NummulitesおよびAssilina」（共著）,日本古生物学会報告・紀事 新篇 (154), 68-76, 1989
- 「静岡層群文珠層から産出する含Lepidocyclina石灰岩礫について」（共著）,地質學雜誌 94(9), 715-717, 1988
- "On some Lepidocyclinabearing limestone grabels from the Monjyu Formation, Shizuoka Group, central Japan" , 地質学雑誌 94(9), 715-717 1, 1988
- 「埼玉県比企丘陵北側,和田川河床の松山層群土塩層,楊井層の岩相について」（共著）,埼玉大学紀要 〔教育学部〕 数学・自然科学 (36), 13-22, 1987
- 「埼玉県中川低地における第4紀有孔」（共著）,埼玉大学紀要 教育学部 (35), p1-31, 1986
- 「原生動物有孔虫目にみる古生物学と生物学の種の取り扱いに関する一考察」,埼玉大学紀要 〔教育学部〕 数学・自然科学 34(2), 71-75, 1985
- 「原生動物有孔虫目にみる古生物学と生物学の種の取り扱い上に見られる一視点」,埼玉大学紀要 〔教育学部〕 数学・自然科学 34(2), p71-75, 1985
- 「埼玉県平野部の地質(3)　戸田市の縄文堆積物（上部粘土層）の微化石について」（共著）,埼玉大学紀要 〔教育学部〕 数学・自然科学 (33), 49-67, 1984
- 「埼玉県平野部の地質(2)　とくに富士見市,戸田市の縄文時代の堆積物および地下地質について」（共著）,埼玉大学紀要 〔教育学部〕 数学・自然科学 (32), p29-46, 1983
- 「北部フォッサ・マグナ地域の守屋累層からのMiogypsinaの発見とその地史的意義」（共著）,地質學雜誌 88(8), 699-700, 1982
- 「埼玉県秩父盆地及び比企南丘陵から産する中新世有孔虫について」（共著）,埼玉大学紀要 〔教育学部〕 数学・自然科学 (31), p39-63, 1982
- 「伊豆半島における大型有孔虫と浮遊性有孔虫について  -古生物」（共著）,日本地質学会学術大会講演要旨 88, 265, 1981
- 「初期中新世末〜中期中新世初めの大型有孔虫動物地理区と環境に関する考察」,化石 (30), p58-66, 1981
- 「関東山地東北部の大霧山-登谷山上昇地塊および武甲山　-有間山上昇地塊について」,埼玉大学紀要 〔教育学部〕 数学・自然科学 (30), p29-36, 1981
- 「伊豆半島からの後期中新世レピドシクリナおよび浮遊性有孔虫」（共著）,国立科学博物館専報 14, 25-"32-3", 1981
- 「初期中新世末〜中期中新世初めの大型有孔虫動物地理区と環境に関する考察」,化石 30, 59-66, 1981
- 「関東山地東縁の新第三系の層序」（共著）,地質學雜誌 86(4), 225-242, 1980
- 「福井県加越地域から発見されたMiogypsina-Operculina化石群集に関する考察」（共著）,埼玉大学紀要 〔教育学部〕 数学・自然科学 (29), p51-58, 1980
- 「関東山地北東部の地質(1)　日野沢,更木週辺の地質」（共著）,埼玉大学紀要 〔教育学部〕 数学・自然科学 (29), p59-68, 1980
- 「関東山地武甲山に発する白沢より二畳紀紡錘虫を含む石灰岩転石の発見」,埼玉大学紀要 〔教育学部〕 数学・自然科学 (29), p69-72, 1980
- 「関東山地東縁の新第三系の層序」,地質雑 86, 225-242, 1980
- 「福井県丹生山地の中新統からのMiogypsina,Operculinaの発見とその意義」（共著）,地質學雜誌 85(12), 771-774, 1979
- 「関東山地東部の地質(1) 正丸・吾野周辺の地質」（共著）, 埼玉大学紀要 〔教育学部〕 数学・自然科学 (28), p91-96, 1979
- 「小笠原の貨幣石」,季刊自然科学と博物館 46(1), p35-40, 1979
- 「南大東島"琉球層群"からの大型有孔虫の動向  第四紀」,日本地質学会学術大会講演要旨 85, 59, 1978
- 「関東山地北縁〜北東縁の新第三系の層序」,地質學雜誌 83(4), 213-225, 1977
- 「三井忍君を悼む」,地質學雜誌 83(2), 155, 1977
- 「南大東島の現世底生大型有孔虫数種の形態観察」,埼玉大学紀要 〔教育学部〕 数学・自然科学 26(1), p61-71, 1977
- "Neogene stratigraphy of the northern to northeastern marginal areas of the Kwanto Mountainland, Central Japan" , 地質学雑誌 83(4), 213-225, 1977
- 「小笠原・母島の地質  -とくにその層位学的研究」（共著）,国立科学博物館専報 10, 5-"18-5", 1977
- 「関東山地北縁-北東縁の新第三系の層序」,地質雑 83, 213-225, 1977
- 「埼玉県入間郡日高町高麗川河床からのオルビトリナ化石の発見」（共著）,地質學雜誌 82(10), 661-662, 1976
- 「小笠原諸島丈島南崎石灰岩の大型有孔虫生層位  第三紀」,日本地質学会学術大会講演要旨 83, 196, 1976
- 「西太平洋地域の亜熱帯・熱帯各島の海浜堆積物からの現世底生有孔虫に関する摘要」（共著）,埼玉大学紀要 〔教育学部〕 数学・自然科学 (25), p15-26, 1976
- 「埼玉県入間郡日高町高麗川河床からのオルビトリナ化石の発見」,地質雑 82, 661-662, 1976
- 「埼玉県児玉郡美里村中里から発見された中新世大型有孔虫について」（共著）,地質學雜誌 81(9), 579-580, 1975
- 「小笠原諸島父島・母島における第三紀大型有孔虫生層序に関する予察的報告」,埼玉大学紀要 〔教育学部〕 数学・自然科学 (24), p11-14, 1975
- 「埼玉県平野部の地質(1) とくに県南部の地下地質の概要」,埼玉大学紀要 〔教育学部〕 数学・自然科学 (23), p61-69, 1974
- 「西太平洋地域の大型有孔虫動物群集の変遷 特に第三紀を中心として」,地學雜誌 83(5), 281-301, 1974
- 「埼玉県入間郡大高取山付近の地質」（共著）,秩父自然科学博物館研究報告 (17), 13-24, 1973
- 「日本の中新統における大型有孔虫分帯」,地質学論集 (8), 85-93, 1973
- 「Nephrolepidina(大型有孔虫)殼の微細構造  古生物」,日本地質学会学術大会講演要旨 80, 162, 1973
- 「埼玉県熊谷付近の第三・第四系」,埼玉大学紀要 〔教育学部〕 数学・自然科学 (22), p31-38, 1973
- 「埼玉県大宮付近の地盤地質と地盤地質構造」,埼玉大学紀要 〔教育学部〕 数学・自然科学 (21), p25-32, 1973
- 「オルビトリナ属の時空分布  中生代」（共著）, 日本地質学会学術大会講演要旨 79, 144, 1972
- 「ニュージーランドから産出するネフロレピディナ属とユーレピディナ属」,日本古生物学会報告・紀事. 新篇 (84), 179-189, 1971
- 「日本におけるMiogypsinaの属の時空的分布  第三紀」,日本地質学会学術大会講演要旨 昭和46, 376, 1971
- 「南部カリフォルニアのバケロス層からのレピドシクリナ・カリフォルニカ」,埼玉大学紀要 教育学部編 (19), 57-62, 1971
- 「日本産の特徴的ないくつかの大型有孔虫」,埼玉大学紀要 教育学部編 (20), p149-159, 1971
- 「埼玉県入間郡越生小学校裏山の地辷り」,埼玉大学紀要 教育学部編 (20), p135-147, 1971
- 「日本におけるNephrolepidina属」,日本地質学会学術大会講演要旨 77, 323, 1970
- "On the Stratigraphic Horizon of Nephrolepidina in the Eastern Part of Yuzawa City, Akita Prefecture" , 地質學雜誌 75(3), 171-172, 1969
- 「白沙島 TL-1 号井産のMiogypsinid個体群」,Transactions and proceedings of the Palaeontological Society of Japan. New series (72), 340-"344-1", 1968
- 「岐阜県山県郡舟伏山石灰岩からの紡錘虫」,Transactions and proceedings of the Palaeontological Society of Japan. New series (64), 338-"350-1", 1966

## 受賞・受章
- 1982年　日本古生物学会学術賞
- 1983年　第37回毎日出版文化賞（特別賞）
- 2022年　秋の叙勲で瑞宝中綬章受章[1][2][3]